# Ochrostigma cinerea
Ochrostigma cinerea är en fjärilsart som beskrevs av Schille. 1926. Ochrostigma cinerea ingår i släktet Ochrostigma och familjen tandspinnare. Inga underarter finns listade i Catalogue of Life.